# Gianella Neyra
Gianella Karina Neyra Magagna (Lima, 3 de mayo de 1977) es una actriz, presentadora de televisión y exmodelo peruana. Dentro de sus papeles, es más conocida por haber protagonizado en series y películas, además de su rol recurrente de Viviana Ruiz en la serie televisiva Al fondo hay sitio.

## Primeros años
Gianella Neyra es hija del exfutbolista Jesús "Cachucho" Neyra y de Giannina Magagna Sicheri, hermana del escritor Ezio Neyra y del actor y bailarín Jesús Neyra. Su familia materna llegó a Perú proveniente de la localidad de Brez en Trento, Italia. 
Estudió en el Colegio Sagrados Corazones Belén en San Isidro. En sus últimos años de secundaria, estudió en el instituto Frieda Holler y se inició como modelo en diferentes spots televisivos; durante 2 años estuvo en el mundo del modelaje, donde pudo participar en varios concursos internacionales, siendo el más conocido "Miss Viña Internacional" en Viña del Mar. Después viajó a Nueva York para estudiar teatro en el Instituto Lee Strasberg.

## Carrera
Luego de trabajar en varios spots publicitarios y pasarelas como modelo, condujo el programa de vídeos musicales T-lemusi-K.
Neyra debutó como actriz protagonizando la telenovela Malicia, junto a Christian Meier. Le siguieron roles en las telenovelas Obsesión, Escándalo y Torbellino. Posteriormente, invitada por la producción de Iguana Producciones, asistió a un taller de teatro en el Instituto Lee Strasberg de Nueva York.
Neyra protagonizó la telenovela Girasoles para Lucía en 1999. El mismo año debutó en el cine con un corto rol en la película Coraje del director Alberto Durant. 
En el año 2000, participó en las telenovelas Amantes de luna llena y María Rosa; y en el cine actuó en las películas Imposible amor y Ciudad de M. El mismo año, Neyra viajó a Argentina donde fue contactada para participar por una semana en la serie Buenos vecinos. El año siguiente, 2001, le ofrecieron el rol protagónico de Yago, pasión morena, telenovela de Telefe, donde interpretó a Morena Gallardo.

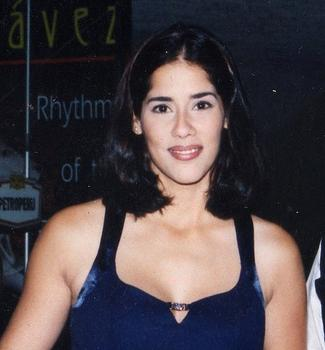
Gianella Neyra en 1999.

En el año 2003, protagonizó junto a Segundo Cernadas y Renato Rossini Bésame tonto, telenovela grabada en Perú para Venevisión.
En 2004 protagonizó con Juan Darthés, la telenovela argentina Culpable de este amor, y participó en la película Doble juego de Alberto Durant. El año siguiente protagonizó la serie argentina ¿Quién es el jefe? de Telefe junto a Nicolás Vázquez y Carmen Barbieri. En teatro, protagonizó Llenar un pijama.
Neyra coprotagonizó la serie peruana que fue nominada a los Premios Emmy Internacional: Mi problema con las mujeres (2007). También prestó su voz para la película animada Dragones: destino de fuego. A fines del mismo año condujo El sofá por el canal Visión 20. Su siguiente trabajo en televisión fue la serie El Capo de Telefe.
En 2008 protagonizó la telenovela Pobre millonaria, junto a Jorge Aravena. La producción, grabada en Panamá, se estrenó el año siguiente en Estados Unidos por Univisión.
Neyra regresó al Perú en 2010 para protagonizar Los exitosos Gome$ de Frecuencia Latina en el papel de Sol Gomes, al lado de Diego Bertie. También regresó al teatro con la obra Escena II: La mujer del idiota, y participó en el musical La jaula de las locas bajo la dirección de Juan Carlos Fisher. 
Neyra protagonizó la telenovela Lalola en 2011, junto a Cristian Rivero, de nuevo por Frecuencia Latina.
A fines de 2011, Neyra grabó un piloto como rol protagónico para la serie policial Ramírez, la cual fue vendida en el extranjero a la cadena Telefe Internacional que la comercializó en la feria NAPTE, donde obtuvo acuerdo con canales en Ecuador y cables panregionales para el sector hispano de Estados Unidos y América Central. Se sabe que en el 2013 fue llevada a la feria MIP en Cannes. Además, firmó para ser imagen de la tienda por departamento Oechsle.
Ya radicada en Perú, durante enero–abril de 2012 protagonizó la obra de comedia romántica El próximo año, a la misma hora como Doris, junto a Diego Bertie y bajo la dirección de Osvaldo Cattone. Meses después actuó en la obra de comedia Toc Toc, bajo la dirección de Juan Carlos Fisher, donde interpretó a una chica con nosofobia. Seguidamente protagonizó Escenas de la vida conyugal, dirigida por Cattone.
Neyra inició el 2013 con una corta temporada de la obra Toc Toc (reposición). En marzo inició las grabaciones de la película dirigida por Frank Pérez-Garland, Ella y él, junto a Vanessa Saba, Giovanni Ciccia, entre otros. A la par, continúa grabando campañas publicitarias para Oechsle junto a Marco Zunino, y volvió a la televisión junto a Carlos Carlín en el programa Psíquicos de Frecuencia Latina. Seguidamente, la reposición de Toc Toc se presentó en Lima norte y otras ciudades costeñas.
Su siguiente película fue A los 40 –dirigida por Bruno Ascenzo– donde compartió roles con Carlos Carlín, Carlos Alcántara, Wendy Ramos, Sofía Rocha, entre otros.

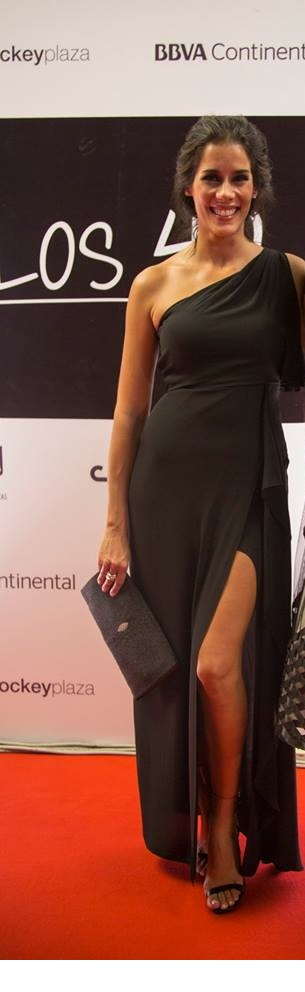
Gianella Neyra en la premier de A los 40, en 2014.

Neyra ingresó a la serie Al fondo hay sitio en 2014. En el primer semestre del mismo año participará en la tercera temporada de la obra Toc Toc.
En febrero de 2017, comienza a conducir el programa Mujeres sin filtro junto a Katia Condos, Almendra Gomelsky y Rebeca Escribens.

## Vida personal
Gianella Neyra se casó en 2004 con el actor argentino Segundo Cernadas. Ambos se convirtieron en padres en el año 2008.
Gianella y Segundo anunciaron su separación en 2011.
Gianella Neyra y su actual pareja el actor y conductor Cristian Rivero tienen un hijo. En 2011 la vinculaban con su coprotagonista en la serie Lalola, aunque siempre lo negaron. En febrero de 2015 decidieron ser imagen del perfume Alpha, siendo ahí donde confirmaron su romance: se especulaba con que la actriz estaba embarazada, lo que fue confirmado mediante las redes sociales por Cristian Rivero el 6 de mayo de 2015, unos días después del cumpleaños de Gianella. Se recuerda ellos se enamoraron en el set de grabaciones de la exitosa telenovela de Frecuencia Latina, Lalola en 2011, donde compartían roles protagónicos (Lola y Facundo).

## Filmografía

### Películas
| Año  | Título                             | Personaje     | Notas                                           |
| ---- | ---------------------------------- | ------------- | ----------------------------------------------- |
| 1999 | Coraje                             | Reportera     | Su personaje tiene el mismo nombre que ella     |
| 1999 | Dios los cría                      | Fabi          | Corto                                           |
| 2000 | El Secuestro                       |               | Corto                                           |
| 2000 | Imposible amor                     | Fantasma      |                                                 |
| 2000 | Ciudad de M                        | Sandra        |                                                 |
| 2003 | Polvo enamorado                    | Natalia       |                                                 |
| 2004 | Doble juego                        | Carmen        |                                                 |
| 2006 | Dragones: destino de fuego         | Lily          | Voz                                             |
| 2014 | A los 40                           | Sofía         | De Bruno Ascenzo. Comedia                       |
| 2015 | Ella y él                          | Mariana       | Escrita por Frank Pérez-Garland y Vanessa Saba  |
| 2016 | Locos de amor                      | Lucía Zavala  |                                                 |
| 2016 | Siete Semillas                     |               |                                                 |
| 2017 | El gran León                       | Ivana Cornejo | Remake de la película argentina Corazón de León |
| 2018 | Sobredosis de Amor                 | Jimena        |                                                 |
| 2019 | Papá Youtuber                      |               |                                                 |
| 2019 | Recontra Loca                      | Adriana       | Remake de la película chilena Sin filtro        |
| 2021 | Medias Hermanas                    | Victoria      | Coproductora junto con Magdyel Ugaz             |
| 2023 | Soltera, Casada, Viuda, Divorciada | Cecilia       |                                                 |

### Televisión
| Año           | Título                      | Personaje                              | País                                     |
| ------------- | --------------------------- | -------------------------------------- | ---------------------------------------- |
| 1995          | Malicia                     | Alexandra Ponce                        | Bandera de Perú                          |
| 1996          | Obsesión                    | Rita Reynoso/Rita Martín/Mariana       | Bandera de Perú                          |
| 1997          | Escándalo                   | Natalia Massini                        | Bandera de Perú                          |
| 1997-1998     | Torbellino                  | Eliana Sotomayor/ Eliana Campoverde    | Bandera de Perú                          |
| 1999-2000     | Girasoles para Lucía        | Lucía Trevy                            | Bandera de Perú                          |
| 2000-2001     | María Rosa                  | María Rosa García                      | Bandera de Venezuela                     |
| 2000          | Amantes de luna llena       | Isabel Rigores                         | Bandera de Venezuela                     |
| 2000          | Buenos vecinos              | Ella misma (Invitada especial)         | Bandera de Argentina                     |
| 2001-2002     | Yago, pasión morena         | Morena Gallardo                        | Bandera de Argentina                     |
| 2003-2004     | Bésame tonto                | Julieta Rossini                        | Bandera de Perú                          |
| 2004          | Culpable de este amor       | Laura Cazenave de Salazar              | Bandera de Argentina                     |
| 2005-2006     | ¿Quién es el jefe?          | Soledad Carreras                       | Bandera de Argentina                     |
| 2006-2007     | Mi problema con las mujeres | Sol                                    | Bandera de Perú                          |
| 2007          | El capo                     | Sofía Mastrogiuseppe                   | Bandera de Argentina                     |
| 2008          | Pobre millonaria            | Isabel del Castillo Buendía            | Bandera de Panamá · Bandera de Venezuela |
| 2010          | Los exitosos Gome$          | Sol Gomes                              | Bandera de Perú                          |
| 2011          | Lalola                      | Dolores "Lola" Padilla/ Daniela Calori | Bandera de Perú                          |
| 2013          | Ramírez                     | Diana Ramírez                          | Bandera de Perú                          |
| 2014-2015     | Al fondo hay sitio          | Viviana Ruiz                           | Bandera de Perú                          |
| 2019-presente | 12 segundos                 | Protagonista                           | Bandera de Argentina                     |

| Título                      | Personaje                             |
| --------------------------- | ------------------------------------- |
| Malicia                     | Alexandra Ponce                       |
| Obsesión                    | Rita Reynoso/Rita Martín/Mariana      |
| Escándalo                   | Natalia Massini                       |
| Torbellino                  | Eliana Sotomayor/ Eliana Campoverde   |
| Girasoles para Lucía        | Lucía Trevi                           |
| María Rosa                  | María Rosa García                     |
| Amantes de luna llena       | Isabel Rigores                        |
| Buenos vecinos              | Actriz invitada                       |
| Yago, pasión morena         | Morena Gallardo                       |
| Bésame tonto                | Julieta Rossini                       |
| Culpable de este amor       | Laura Cazenave de Salazar             |
| ¿Quién es el jefe?          | Soledad Carreras                      |
| Mi problema con las mujeres | Sol                                   |
| El Capo                     | Sofía Mastrogiuseppe                  |
| Pobre millonaria            | Isabella del Castillo                 |
| Los exitosos Gome$          | Sol Gomes                             |
| Lalola                      | Dolores "Lola" Padilla/Daniela Calori |
| Ramírez                     | Diana Ramírez                         |
| Al fondo hay sitio          | Viviana                               |
| 12 segundos                 | Protagonista                          |

| Año       | Título                               | Rol                | Notas            |
| --------- | ------------------------------------ | ------------------ | ---------------- |
| 1994      | T-lemusi-K                           | Presentadora       |                  |
| 2001      | Poné A Francella                     | Invitada           |                  |
| 2006–2007 | El sofá                              | Presentadora       |                  |
| 2007      | Caiga Quien Caiga                    | Invitada           |                  |
| 2008      | Fashion TV - Documental en Guatemala | Reportera-Invitada |                  |
| 2011      | El gran show                         | Invitada           | Sexta temporada  |
| 2013      | Psíquicos                            | Jurado             |                  |
| 2014      | Mamás Creativas                      | Presentadora       |                  |
| 2017-2019 | Mujeres sin filtro                   | Presentadora       |                  |
| 2017      | Alerta bebé                          | Presentadora       |                  |
| 2020      | La máscara                           | Investigadora      |                  |
| 2021      | La voz Kids                          | Presentadora       | Cuarta temporada |

## Teatro
| Año           | Título                                      | Personaje                              | Notas |
| ------------- | ------------------------------------------- | -------------------------------------- | --- |
| 1996          | The Cherry Orchard                          | Ania                                   | |
| 1995          | Un juguete                                  | Jacinta                                | |
| 1994          | La repartición                              | Laura                                  | |
| 2000          | Doña Ramona                                 |                                        | |
| 2003          | Cántame un cuento                           | Acuarela                               | Teatro Broadway-Argentina Sebastián Estevanez                                                                   |
| 2005          | Llenar un pijama                            | Karen/Cristina                         | Auditorium San Isidro de Buenos Aires                                                                           |
| 2010          | Episodio II: La mujer del idiota            | Solange Estrada/Lucía de los Girasoles | Teatro Peruano Japonés 15 de abril—20 de junio                                                                  |
| 2010          | La jaula de las locas                       | Jacqueline                             | Teatro Peruano Japonés                                                                                          |
| 2011          | ¿Y dónde está el tenor?                     | Diana                                  | Auditorio del Colegio San Agustín                                                                               |
| 2012          | El próximo año, a la misma hora             | Doris                                  | Rol principal, Teatro Marsano                                                                                   |
| 2012          | Escenas de la vida conyugal                 | Marianne                               | Rol principal, Teatro Marsano                                                                                   |
| 2012–presente | Toc Toc                                     | Blanca                                 | Teatro Mario Vargas Llosa (2 temporadas) Reposición en Lima norte y giras en provincias Teatro Luigi Pirandello |
| 2014          | La jaula de las locas                       | Jacqueline                             | Teatro Peruano Japonés Reposición                                                                               |
| 2016          | Bajo Terapia                                | Tamara                                 | Teatro Marsano                                                                                                  |
| 2019          | El curioso incidente del perro a medianoche |                                        | Teatro Peruano Japonés                                                                                          |

## Premios y nominaciones
| Año  | Premio                       | Categoría               | Trabajo                                                | Resultado | Ref.   |
| ---- | ---------------------------- | ----------------------- | ------------------------------------------------------ | --------- | ------ |
| 2008 | Premios Emmy Internacional   | Mejor comedia           | Mi problema con las mujeres (compartido con el elenco) | Nominado  |        |
| 2010 | Premios Luces de El Comercio | Mejor actriz de TV      | Los exitosos Gome$                                     | Nominada  |        |
| 2011 | Premios APDAYC 2010          | Mejor actriz            | Los exitosos Gome$                                     | Ganadora  |        |
| 2011 | Premios Luces de El Comercio | Mejor actriz de TV      | Lalola                                                 | Nominada  |        |
| 2012 | Premios Luces de El Comercio | Mejor actriz de teatro  | Toc Toc                                                | Nominada  |        |
| 2014 | Premios Luces El Comercio    | Mejor actriz de reparto | A los 40                                               | Nominada  |        |
| 2014 | Premios Luces El Comercio    | Mejor actriz de TV      | Al fondo hay sitio                                     | Nominada  |        |
| 2018 | Premios Luces El Comercio    | Mejor actriz de TV      | El gran León                                           | Nominada  |        |
| 2024 | Premios Luces El Comercio    | Mejor actriz            | Soltera, casada, viuda, divorciada                     | Ganadora  | [ 28 ] |